# Dirección del Trabajo de Chile
La Dirección del Trabajo (también conocida por su acrónimo, DT) es un servicio público chileno descentralizado, con personalidad jurídica y patrimonio propio. Está sometido a la supervigilancia del 
presidente de la República a través del Ministerio del Trabajo y Previsión Social, y se rige por su Ley Orgánica (decreto con fuerza de ley n° 2, del 30 de mayo de 1967) y el decreto ley n.º 3.501 de 1981. Desde el 20 de abril de 2022, el organismo está dirigido por Pablo Zenteno Muñoz.
Fue creado legalmente en 1924 en el gobierno del presidente Arturo Alessandri Palma con la intención de velar por la aplicación de la legislación vigente, específicamente, la legislación laboral recién creada.

## Historia
En Chile, la prosperidad económica de las primeras dos décadas del siglo XX no había alcanzado a obreros y empleados. Sin embargo, existían avances, por ejemplo, se habían dictado las normas que establecieron el descanso dominical, que tendían a mejorar las viviendas obreras y asegurar el trabajo a los empleados del comercio, a pesar de eso, los trabajadores aspiraban a una legislación global que regulara sus contratos y su protección en caso de accidentes, que reconociera su derecho a sindicalizarse y a ir a huelga. Asimismo, era preciso contar con una institucionalidad que procurara el cumplimiento y respeto de los derechos conquistados.
Así surgió, el 29 de septiembre de 1924, en el primer gobierno del presidente Arturo Alessandri Palma, la publicación en el Diario Oficial el decreto ley n° 4.503, que creó la «Dirección General del Trabajo», dependiente en ese entonces del Ministerio del Interior. En el mismo mes se creó la Caja del Seguro Obligatorio, se reguló el contrato de trabajo y se dictó la «Ley Sobre Organización Sindical Industrial».
Seis años después, en 1931, el Congreso Nacional aprobó el Código del Trabajo, en el que se refundieron en un solo texto catorce leyes y decretos leyes de corte laboral. La institución encargada de cautelar su cumplimiento se llamaba, desde 1928, «Inspección General del Trabajo», y dependía del entonces Ministerio de Bienestar Social. En 1932 su dependencia fue transferida al Ministerio del Trabajo, denominándose Dirección General del Trabajo.
En 1967, durante el gobierno del presidente Eduardo Frei Montalva, la institución fue sometida a una reestructuración (a través del decreto con fuerza de ley n° 2), mediante el cual junto a sus funciones anteriores se le otorgó la potestad para fijar, a través de dictámenes el sentido y alcance de las leyes de trabajo; la divulgación de los principios técnicos y sociales de la legislación laboral; la supervigilancia del funcionamiento de los organismos sindicales y de conciliación; y, por último la realización de acciones para prevenir y resolver los conflictos del trabajo.
De esta manera, se instauró un órgano modernizado el cual permitió al Estado velar por la correcta aplicación de las leyes que tiene como fin último garantizar los derechos sociales de los trabajadores.

## Misión y visión
Según el sitio web del organismo, su misión es «promover y velar por el cumplimiento eficiente de la legislación laboral, previsional y de seguridad y salud en el trabajo; el ejercicio pleno de la libertad sindical, y el diálogo social, favoreciendo relaciones laborales justas, equitativas y modernas».
Por otra parte su visión es «ser un servicio público moderno, respetado y confiable que garantice y promueva relaciones laborales justas, disminuyendo las desigualdades y así contribuir a la justicia social».

## Objetivos estratégicos
Los objetivos estratégicos de la Dirección del Trabajo son los siguientes:
- Facilitar el cumplimiento de la normativa laboral, mediante una fiscalización inteligente, una orientación clara de la interpretación de la normativa, la revisión de criterios legales, la defensa de los derechos laborales, la inclusión y la libertad sindical.
- Mejorar el acceso a los servicios y productos entregados por la Dirección del Trabajo, a través de su digitalización y disposición a las personas, empresas y organizaciones sindicales de forma clara y oportuna.
- Mejorar los servicios y productos entregados a través de la modernización institucional, por medio de una fiscalización proactiva, una solución preventiva y alternativa de conflictos y atención al usuario con mayor oportunidad, gestionada por funcionarias y funcionarios altamente motivados promoviendo un servicio de calidad.

## Organización

### Dirección Nacional
La Dirección del Trabajo es dirigida por un director nacional, de exclusiva confianza del presidente de la República, y quien es el jefe superior del servicio. Lo secunda el subdirector nacional. A nivel central, comprende una serie de departamentos, unos de carácter operativo (Jurídico, Inspección, Relaciones Laborales y Atención a Usuarios) y otros de apoyo al quehacer institucional (Estudios, Recursos Humanos, Administración y Finanzas, Tecnologías de Información, Gestión y Desarrollo), y que a la vez están compuestos por diversas unidades administrativas; y dos oficinas: Auditoría y Contraloría Internas.
De la misma manera el organismo se desconcentra territorialmente en 16 direcciones regionales (2 en la Metropolitana), encargadas de dirigir la labor de las Inspecciones del Trabajo y los Centros de Mediación Laboral.

#### Departamentos
- Departamento de Administración y Finanzas (DAF): este departamento es el pilar fundamental de la gestión institucional, «administrando para ello los recursos financieros y materiales, empoderando a los funcionarios de la institución en los procesos de administración y gestión financiera, en pro del cumplimiento de los objetivos institucionales».[7]
  - Unidad de Compras y Contrataciones: es la responsable de gestionar la provisión de los bienes y servicios que la institución requiere con estándares de calidad, oportunidad y precios convenientes, mediante la elaboración, gestión y ejecución del plan anual y programa de compras y contrataciones de la institución.[8]
  - Unidad de Finanzas: es la responsable de diseñar, obtener, gestionar y controlar los recursos presupuestarios anuales para el funcionamiento de la DT, a través de la formulación del proyecto presupuestario institucional, la distribución de los recursos y el registro de la ejecución presupuestaria institucional.[9]
  - Unidad de Logística: es la responsable de «proporcionar el soporte administrativo necesario para la operación institucional de acuerdo a la disponibilidad de recursos humanos y materiales, de gestionar y evaluar los contratos vigentes y de velar por la gestión del flujo de ingreso y salida de documentos a la institución en forma eficiente y oportuna».[10]
  - Unidad de Infraestructura: es la responsable de «planificar, organizar, dirigir y controlar la mantención, habilitación y adecuación de los bienes inmuebles institucionales con el objeto de contribuir a mejorar las condiciones físicas de los espacios de atención de público y de trabajo de los funcionarios».[11]
  - Unidad de Partes y Archivo Institucional
- Departamento de Atención de Usuarios: su misión es «facilitar y habilitar el acceso de los usuarios a los diferentes productos y servicios de la Dirección del Trabajo, en forma clara, oportuna y uniforme, gestionando los canales de atención presencial, telefónica y virtual».[12]
  - Jefatura de Departamento
  - Subjefatura de Departamento
    - Canal de Atención Presencial
    - Canal de Atención Virtual
    - Canal de Atención Telefónica
    - Unidad de Desarrollo de Contenidos
    - Unidad de Coordinación y Control de Gestión
- Departamento de Estudios: su misión es «proveer de información especializada sobre relaciones laborales y transformaciones en el mundo del trabajo, mediante investigaciones, estudios diagnósticos, evaluaciones, generación de indicadores estadísticos y análisis de coyuntura, para apoyar la elaboración de políticas públicas y aportar conocimiento a los diversos actores vinculados al mundo del trabajo y a la acción del servicio».[13]
  - Unidad de Investigación: su función es desarrollar y difundir aquellas investigaciones y estudios acerca de las relaciones laborales y condiciones de trabajo, a fin de responder a las iniciativas propias del servicio como a los requerimientos de los actores del mundo laboral, que se encuentren acorde con la misión y objetivos estratégicos del Departamento, apoyando de este modo el quehacer operativo institucional.[13]
  - Unidad de Análisis Estadístico: su función es generar información estadística sobre los procedimientos operativos de la Institución y sobre el sistema de relaciones laborales, estableciendo una secuencia de acciones, sistemática, organizada y objetiva, cuya finalidad sea contribuir a la provisión de información cuantitativa confiable, que apoye la gestión institucional y dé respuestas a requerimientos de información tanto internos como externos, a partir de bases de datos de registros administrativos y otras fuentes de información.[13] La producción de dicha información debe ser orientada, permanentemente, por estándares acordes a las normas de calidad internacional vigentes, poniendo especial énfasis en la transparencia de sus procesos de producción, así como en el apego irrestricto a los criterios científicos y técnicos.[13]
- Departamento de Gestión y Desarrollo: su misión es «proveer información relevante para la toma de decisiones de la autoridad del servicio, mediante la generación y aplicación de instrumentos de gestión, fomentando la formulación de compromisos, el cumplimiento de objetivos de gestión y promoviendo el desarrollo de iniciativas, en el marco de la modernización institucional».[14]
  - Unidad de Planificación y Control de Gestión
  - Unidad de Desarrollo y Procesos
- Departamento de Inspección: cuya misión es «fiscalizar la normativa laboral, previsional, y de seguridad y salud laboral a través de actuaciones de inspección que permiten obtener el mejoramiento continuo del cumplimiento de la legislación social por parte de los empleadores».[15]
  - Subjefatura Departamento de Inspección
    - Unidad de Asesoría Interna
    - Unidad de Gestión
    - Unidad de Requerimientos Inspectivos
    - Unidad de Seguridad y Salud en el Trabajo
    - Unidad de Proyectos Informáticos
    - Secretaría Departamental
- Departamento de Relaciones Laborales: su misión es «promover el ejercicio pleno de la libertad sindical, fomentando el dialogo social, fortaleciendo sistemas de prevención y solución alternativa de conflictos, que permita relaciones más justas y equitativas entre trabajadores y empleadores, contribuyendo a un sistema democrática de relaciones laborales».[16]
  - Subjefatura Departamento de Relaciones Laborales
    - Unidad de Gestión y Análisis
    - Unidad de Solución Alternativa de Conflictos
    - Unidad de Organizaciones Sindicales, Servicios Mínimos y Negociación Colectiva
    - Unidad de Asistencia Técnica y Diálogo Social
    - Unidad de Apoyo a la Micro, Pequeña y Mediana Empresa
- Departamento de Tecnologías de la Información: su misión es «contribuir con la incorporación de tecnologías innovadoras a través de modelos de gestión que permitan mejorar el desarrollo de los procesos operativos y de apoyo de la Institución, colaborando así con la satisfacción de usuarios internos y externos».[17]
  - Unidad de Metodologías y Estándares
  - Unidad de Desarrollo
  - Unidad de Sistemas
  - Unidad de Soporte
- Departamento Gestión y Desarrollo de Personas: su misión es «desarrollar el talento humano de quienes integran la institución, a través de una gestión de procesos, eficiente, oportuna, cordial y comprometida con la calidad de vida de manera de contribuir al logro de los objetivos institucionales».[18]
  - Unidad de Planificación, Control y Soporte
  - Unidad de Cambio e Innovación
  - Unidad de Selección y Desarrollo de Carrera
  - Unidad de Salud y Calidad de Vida
  - Unidad de Gestión Administrativa
  - Escuela Técnica de Formación
  - Unidad de Bienestar
- Departamento Jurídico: su misión es «contribuir al cumplimiento de la legislación laboral fijando su sentido y alcance, tutelando el ejercicio de los derechos fundamentales, aportando de esta forma al desarrollo de las relaciones laborales de equilibrio entre empleadores y trabajadores».[19]
  - Unidad de Pronunciamientos, Innovación y Estudios Laborales
  - Unidad de Coordinación Nacional de Defensa Laboral y Control Funcional
  - Unidad de Gestión Interna, Coordinación Interdepartamental y Modernización
  - Unidad de Fiscalía

### Inspección del Trabajo
Para fiscalizar el cumplimiento de la normativa laboral y previsional y en especial la protección a los trabajadores, existe la Inspección del Trabajo, presentes a lo largo del país y que tienen competencia sobre una provincia o comuna. Estas oficinas son dirigidas por un inspector del Trabajo y entre sus funciones están: atender consultas y reclamos por parte de los usuarios; concurrir a los lugares de trabajo para inspeccionar el cumplimiento de las normas laborales y previsionales; aplicar sanciones a los empleadores en caso de incumplimiento; hacer de mediador en casos de conflicto entre trabajadores y empleadores, entre otras tareas.

### Consejo Nacional Tripartito
El Consejo Nacional Tripartito de Usuarios es un organismo bajo dependencia de la Dirección del Trabajo, creado mediante la resolución exenta n° 476, del 11 de mayo de 2004. Sus funciones son la «participación permanente y diálogo tripartito de los actores sociales, trabajadores y empleadores, a través de sus organizaciones más representativas a nivel nacional, con objetivos y funciones que especifica dicho cuerpo legal».
Asimismo sus objetivos institucionales son:
- Establecer un mecanismo institucional, permanente, de carácter nacional centralizado, de diálogo tripartito con los actores sociales, a través de sus organizaciones más representativas con el fin de transparentar y fortalecer el quehacer institucional.
- Aumentar el grado de conocimiento de las necesidades de los usuarios, de las políticas del servicio frente a éstos y de diagnóstico de la realidad laboral.
- Mejorar la calidad de los servicios y satisfacción de los usuarios.
- Proponer y/o realizar acciones tendientes a fomentar el cumplimiento normativo vigente y propiciar el establecimiento de relaciones laborales modernas en el país.

#### Consejos Tripartitos Regionales de Usuarios
Los Consejos Tripartitos Regionales de Usuarios  (CTRU) fueron creados con el objetivo de establecer un mecanismo institucional, permanente, descentralizado y de carácter regional de diálogo entre los actores sociales, con el fin de transparentar y fortalecer el quehacer institucional; aumentar el grado de conocimiento de las necesidades de los usuarios; mejorar las políticas del Servicio frente a éstos; incrementar la capacitada de diagnóstico de la realidad laboral; mejorar la calidad de servicio y satisfacción de los usuarios; y fomentar el establecimiento de relaciones laborales modernas en la región.
Los CTRU están compuestos por representantes de trabajadores, empleadores y de centros académicos de la región y por representantes de la Dirección Regional del Trabajo respectiva. Los integrantes son convocados mediante una invitación del director regional del Trabajo a las organizaciones de trabajadores y empleadores más representativas de las áreas de actividad productiva y de mayor relevancia económica y social de la región.
Para tales fines se entienden por organizaciones más representativas de los trabajadores, aquellas que posean un mayor número de afiliados en el ámbito regional (al menos dos representantes); que representen a la actividad económica más relevante de la región (al menos un representante); las Centrales de Trabajadores de la provincia cabecera de región (al menos un representante por cada una). En el caso de las organizaciones más representativas de empleadores, se entienden por tales las que representen a empleadores con mayor contratación de mano de obra en la región (al menosdos representantes); representen a empleadores que desarrollen la actividad económica con mayor incidencia en el PIB regional (al menos un representante); representen a los empleadores de Micro y Pequeña empresa (MYPE) de la región (al menos dos representantes).

## Directores nacionales
| Titular                           | Partido               | Partido | Inicio                | Final                 | Presidente            | Presidente                 |
| --------------------------------- | --------------------- | ------- | --------------------- | --------------------- | --------------------- | -------------------------- |
| Guillermo Videla Vial             |                       | Ind.    | 1973                  | 22 de julio de 1974   |                       | Augusto Pinochet Ugarte    |
| Álvaro Pizarro Mass               | 22 de julio de 1974   | Ind.    |                       |                       |                       | Augusto Pinochet Ugarte    |
| Juan Raúl Ventura-Juncá del Tobar | 1977                  | Ind.    | 1978                  |                       |                       | Augusto Pinochet Ugarte    |
| Ramón Suárez González             | 1978                  | Ind.    | 1984                  |                       |                       | Augusto Pinochet Ugarte    |
| Enrique Uribe Casasbellas         | 1984                  | Ind.    | 13 de febrero de 1985 |                       |                       | Augusto Pinochet Ugarte    |
| Victoria Vásquez Garcia           | 13 de febrero de 1985 | Ind.    | 7 de marzo de 1990    |                       |                       | Augusto Pinochet Ugarte    |
| Jorge Morales Retamal             |                       | PDC     | 11 de marzo de 1990   | 11 de marzo de 1994   |                       | Patricio Aylwin Azócar     |
| María Ester Feres Nazarela        |                       | PS      | 11 de marzo de 1994   | 11 de marzo de 2000   |                       | Eduardo Frei Ruiz-Tagle    |
| María Ester Feres Nazarela        | 11 de marzo de 2000   | PS      | 28 de octubre de 2004 |                       | Ricardo Lagos Escobar |                            |
| Marcelo Albornoz Serrano          |                       | PDC     | 28 de enero de 2005   | 11 de marzo de 2006   | Ricardo Lagos Escobar |                            |
| Patricia Silva Meléndez           |                       | PS      | 20 de marzo de 2006   | 11 de marzo de 2010   |                       | Michelle Bachelet Jeria    |
| Pedro Julio Martínez (s)          |                       | Ind.    | 11 de marzo de 2010   | 30 de marzo de 2010   |                       | Sebastián Piñera Echenique |
| María Cecilia Sánchez             | 30 de marzo de 2010   | Ind.    | 11 de marzo de 2014   |                       |                       | Sebastián Piñera Echenique |
| Christian Melis Valencia          |                       | PDC     | 11 de marzo de 2014   | 9 de marzo de 2018    |                       | Michelle Bachelet Jeria    |
| Mauricio Peñaloza Cifuentes       |                       | Ind.    | 15 de marzo de 2018   | 10 de febrero de 2020 |                       | Sebastián Piñera Echenique |
| Lilia Jerez Arévalo               |                       | Ind.    | 17 de agosto de 2020  | 11 de marzo de 2022   |                       | Sebastián Piñera Echenique |
| Pablo Zenteno Muñoz               |                       | PCCh    | 20 de abril de 2022   | En el cargo           |                       | Gabriel Boric Font         |